# Ninoxinae
A Ninoxinae a madarak osztályának bagolyalakúak (Strigiformes) rendjébe és bagolyfélék (Strigidae) családjába tartozó alcsalád.
Új alcsaládot a Surniinae alcsaládból választották le, nem minden szakértő használja.

## Rendszerezés
Az alcsaládba 3 nem és 29 recens és 1 kihalt faj tartozik:
- Uroglaux (Mayr, 1937) – 1 faj
  - kerekszárnyú héjabagoly (Uroglaux dimorpha)

- Sceloglaux (Kaup, 1848) – 1 kihalt faj
  - kacagóbagoly (Sceloglaux albifacies) – kihalt

- Ninox (Hodgson, 1837) – 28 faj